# Acalypha deltoidea
Acalypha deltoidea é uma espécie de flor do gênero Acalypha, pertencente à família Euphorbiaceae.